# Сан-Марино
Сан-Мари́но, офіційна назва Найясніша республіка Сан-Марино (італ. Serenissima Repubblica di San Marino), країна в центрі Італії; площа 61 км²; столиця — Сан-Марино; розташована на схилі гори Титано; глава держави й уряду: два капітан-регенти, що обираються на період 6 місяців. Політична система — республіка. Експорт: вино, кераміка, фарби, хімікати, будівельний камінь. Населення — 32 тис. (2012); мова італійська. Недавня історія: незалежність визнана під протекторатом Італії 1862 року; країна керувалася лівоцентристськими коаліціями в 1947—1986 роках; комуністична і християнсько-демократична коаліція сформована 1986 року.
Титул «Найясніша Республіка» походить із Середньовіччя й підкреслює суверенність і незалежність республіки.
Економіка країни здебільшого спирається на фінанси, промисловість, сферу послуг і туризм. Одна з найбагатших країн у світі за рівнем ВВП (на душу населення). Сан-Марино вважається державою з високою стабільністю економіки, одним із найнижчих рівнів безробіття в Європі, відсутністю державного боргу та профіцитом бюджету.

## Історія

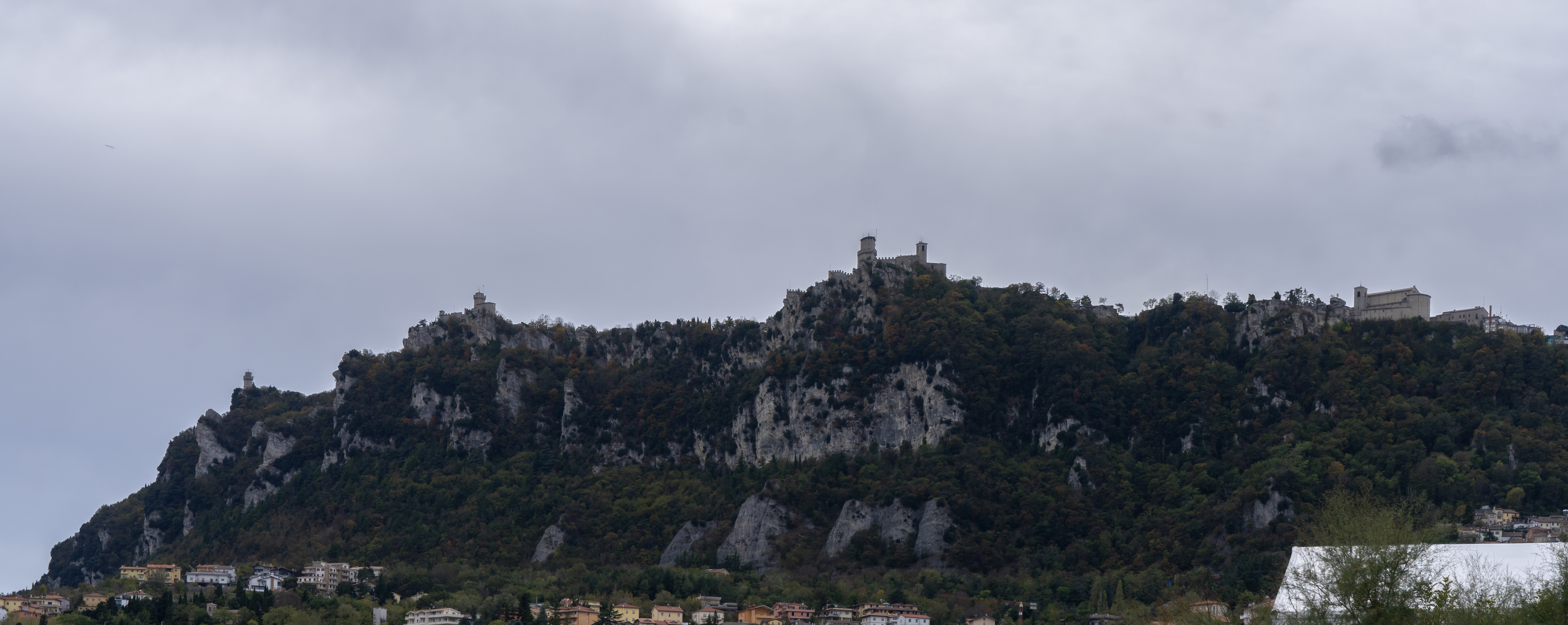
Символ Сан-Марино — гора Монте-Титано з комплексом Трьох веж

Сан-Марино, одна з найменших держав світу, має титул найдавнішої республіки світу.
За свідченням стародавніх джерел, Сан-Марино було засновано 301 року християнським каменярем Маринусом, який прийшов на цю землю, шукаючи притулку від антихристиянського римського імператора Діоклетіана. Маринус заховався на горі Титано (701 м), заснував там маленьку християнську громаду.
Тодішня власниця землі, Феліциссіма, заповідала общині цю землю на горі після своєї смерті.
Земля спочатку мала назву «Земля Сан (святого) Марино».
Перейменована пізніше в Республіку Сан-Марино й носить цю назву і досі. Через своє недоступне розташування й успадковувану бідність Сан-Марино змогла зберегти свою фактичну незалежність.
Первісний уряд країни був складений із самоврядної ради, відомої як «Аренго», до складу якої входив глава кожної сім'ї. 1243 року було засновано посаду Капітанів Регентів (Capitani Reggenti) — спільних керівників держави.
Перші державні писані закони датуються 1263 роком. Папський престол підтвердив давню незалежність Сан-Марино 1292 року.
До 1463 року республіка складалася тільки з гори Титано. У цей час вона приєдналася до союзу проти Сігізмондо Малатеста, володаря Ріміні. Після перемоги над Малатестою Папа Римський Пій II передав Сан-Марино містечка Фіорентино, Монтеджардино та Серравалле. Містечко Фаетано приєдналося до республіки того ж року на своїх умовах. З того часу територія Сан-Марино не змінювалася.
Сан-Марино була окупована іноземними військами двічі за свою історію, обидва рази на нетривалий час. 1503 року Чезаре Борджія окупував Сан-Марино на декілька місяців. 1739 року Кардинал Альбероні захопив республіку без санкції Папи Климента XII. Однак після одержання таємного листа від сан-маринців Папа підтвердив незалежність республіки.
Сан-Марино прийняла свою офіційну конституцію 8 жовтня 1600 року.
У 1797 році Італія була окупована військами Наполеона. Наполеон не тільки не захоплює Сан-Марино, а ще й пропонує приєднання навколишніх земель для утворення виходу республіки до моря. Сан-Марино відхиляє таку пропозицію, відповідаючи, що бідній країні краще вдається підтримання незалежності. Після поразки Наполеона незалежність республіки визнається і Віденським Конгресом 1815 року.
1849 року Сан-Марино дає притулок від ворогів прихильникові об'єднання Італії генералові Джузеппе Гарібальді, який обіцяє не руйнувати незалежність республіки. Після об'єднання Італії 22 березня 1862 року уряди Італії та Сан-Марино підписують угоду про незалежність Сан-Марино та співдружність двох держав. Республіка продовжує друкувати свої поштові марки, карбувати монети тощо.
З 1923 до 1943 року в Сан-Марино при владі перебувала Санмаринська фашистська партія.
За часів першої та другої світових воєн сан-маринські добровольці воювали на боці Італії. Попри оголошений нейтралітет, Сан-Марино було піддано бомбардуванню в перебігу Другої світової війни військами союзників антигітлерівської коаліції.
1944 року через країну пройшли відступаючі гітлерівські війська, а потім за ними наступаючі війська союзників, які залишалися там лише протягом кількох тижнів.
У 1951 році уряд Сан-Марино ухвалив рішення відкрити казино і збудувати потужну теле- і радіостанції. Італія висловила протест і оголосила блокаду Сан-Марино. Державі довелось піти на поступки.
На перших повоєнних виборах перемогу отримала ліва коаліція — Комітет свободи. З 1945 до 1957 року республікою керувала спілка комуністів із соціалістами. 1957 року до влади прийшла Християнська демократична партія. 1978 року правління знову перейшло до комуністів, які 1986 року об'єдналися з християнськими демократами для спільного управління країною. 1988 року спілку було переобрано. Комуністична партія змінила свою назву 1990 року на Демократичну прогресивну партію та керувала країною в союзі з християнськими демократами. 1992 року християнські демократи, об'єднавшись із соціалістами, управляли країною до 2000 року.
2000 року, коли соціалісти відійшли від державного управління, нова багатопартійна коаліція на чолі з християнськими демократами стала на чолі держави.
У 1960 році жінки Сан-Марино отримали право голосу на виборах, а в 1973 році отримали право займати посади в державних установах.

## Зовнішня політика Сан-Марино
Сан-Марино стала членом Ради Європи в 1988 р., Організації Об'єднаних Націй — у 1992 р. Не є членом Європейського Союзу та Єврозони, проте використовує євро як свою валюту.

## Географія

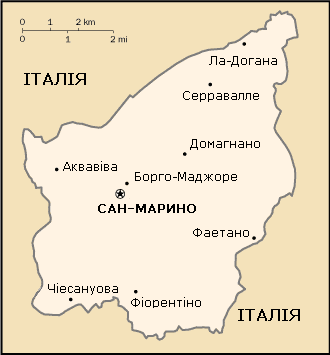
Мапа країни

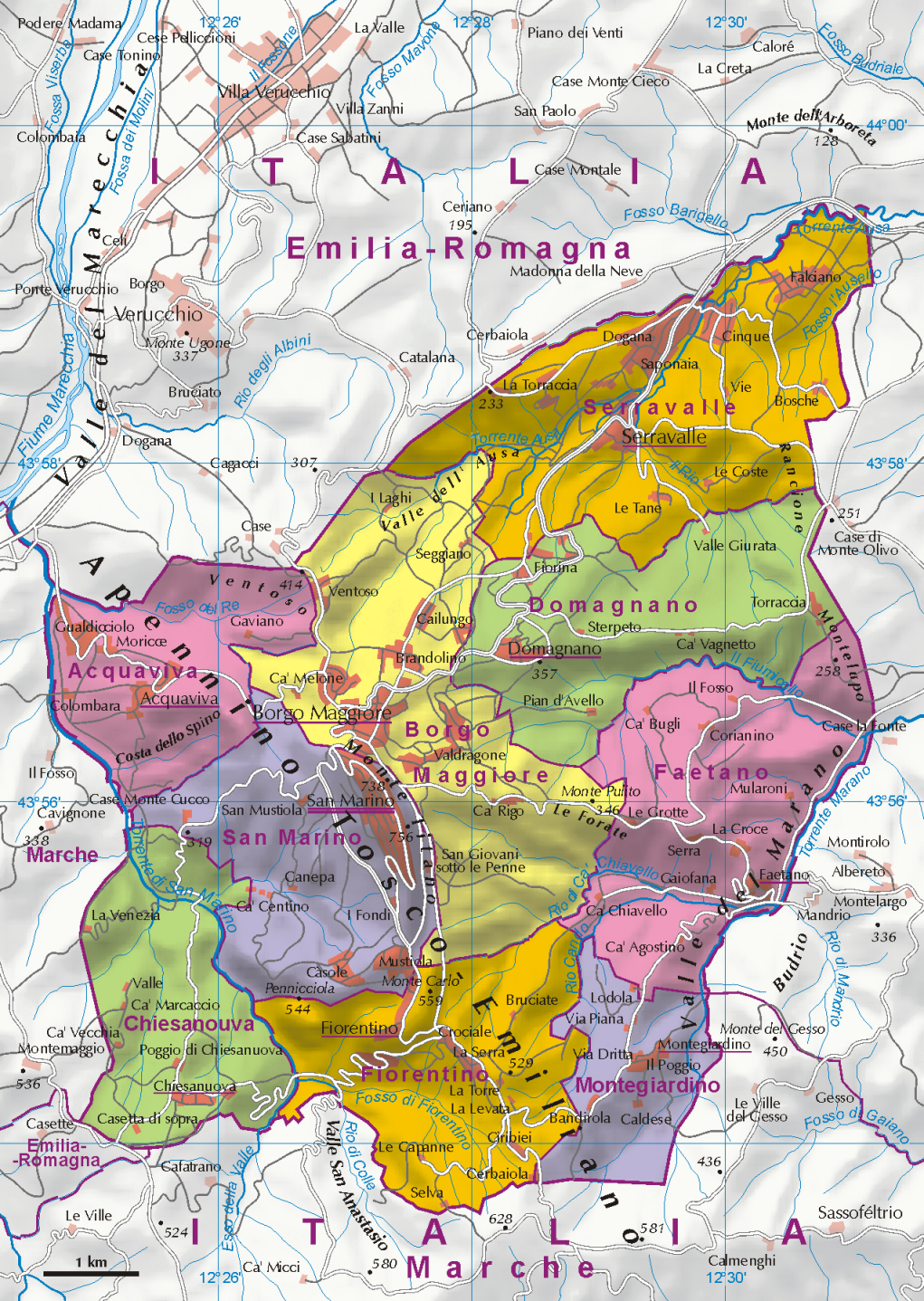
Детальна мапа країни

Сан-Марино — анклав в Італії, на кордоні між регіонами Емілія-Романья і Марке, близько 10 км від узбережжя Адріатичного моря в Ріміні, виходу до моря не має. У топографії переважає Апеннінський гірський хребет, країна має пересічену місцевість. Найвища точка країни — вершина Монте-Титано, розташована на висоті 749 м над рівнем моря. Водойми значних розмірів відсутні.
Третя найменша країна Європи після Ватикану та Монако. Має приблизні географічні координати 43° 46' пн. ш., 12° 25' сх. д. Гористий терен.
Клімат вологий субтропічний з континентальним впливом, теплим літом і прохолодною зимою. Національний центр метеорології і кліматології Сан-Марино забезпечує місцеві прогнози.
| Клімат Сан-Марино             | Клімат Сан-Марино | Клімат Сан-Марино | Клімат Сан-Марино | Клімат Сан-Марино | Клімат Сан-Марино | Клімат Сан-Марино | Клімат Сан-Марино | Клімат Сан-Марино | Клімат Сан-Марино | Клімат Сан-Марино | Клімат Сан-Марино | Клімат Сан-Марино | Клімат Сан-Марино |
| Показник                      | Січ.              | Лют.              | Бер.              | Квіт.             | Трав.             | Черв.             | Лип.              | Серп.             | Вер.              | Жовт.             | Лист.             | Груд.             |                   |
| Середній максимум, °C         | 7                 | 9                 | 14                | 17                | 23                | 28                | 30                | 30                | 25                | 20                | 13                | 8                 |                   |
| Середня температура, °C       | 4                 | 5,5               | 10                | 13                | 18,5              | 23                | 25                | 25                | 20,5              | 16                | 10                | 5,5               |                   |
| Середній мінімум, °C          | 1                 | 2                 | 6                 | 9                 | 14                | 18                | 20                | 20                | 16                | 12                | 7                 | 3                 |                   |
| Норма опадів, мм              | 34.0              | 37.6              | 34.2              | 51.5              | 41.6              | 36.0              | 34.5              | 49.2              | 85.6              | 69.8              | 59.2              | 75.4              |                   |
| ----------------------------- | ----------------- | ----------------- | ----------------- | ----------------- | ----------------- | ----------------- | ----------------- | ----------------- | ----------------- | ----------------- | ----------------- | ----------------- | ----------------- |
| Джерело: World Weather Online |                   |                   |                   |                   |                   |                   |                   |                   |                   |                   |                   |                   |                   |

## Адміністративний поділ

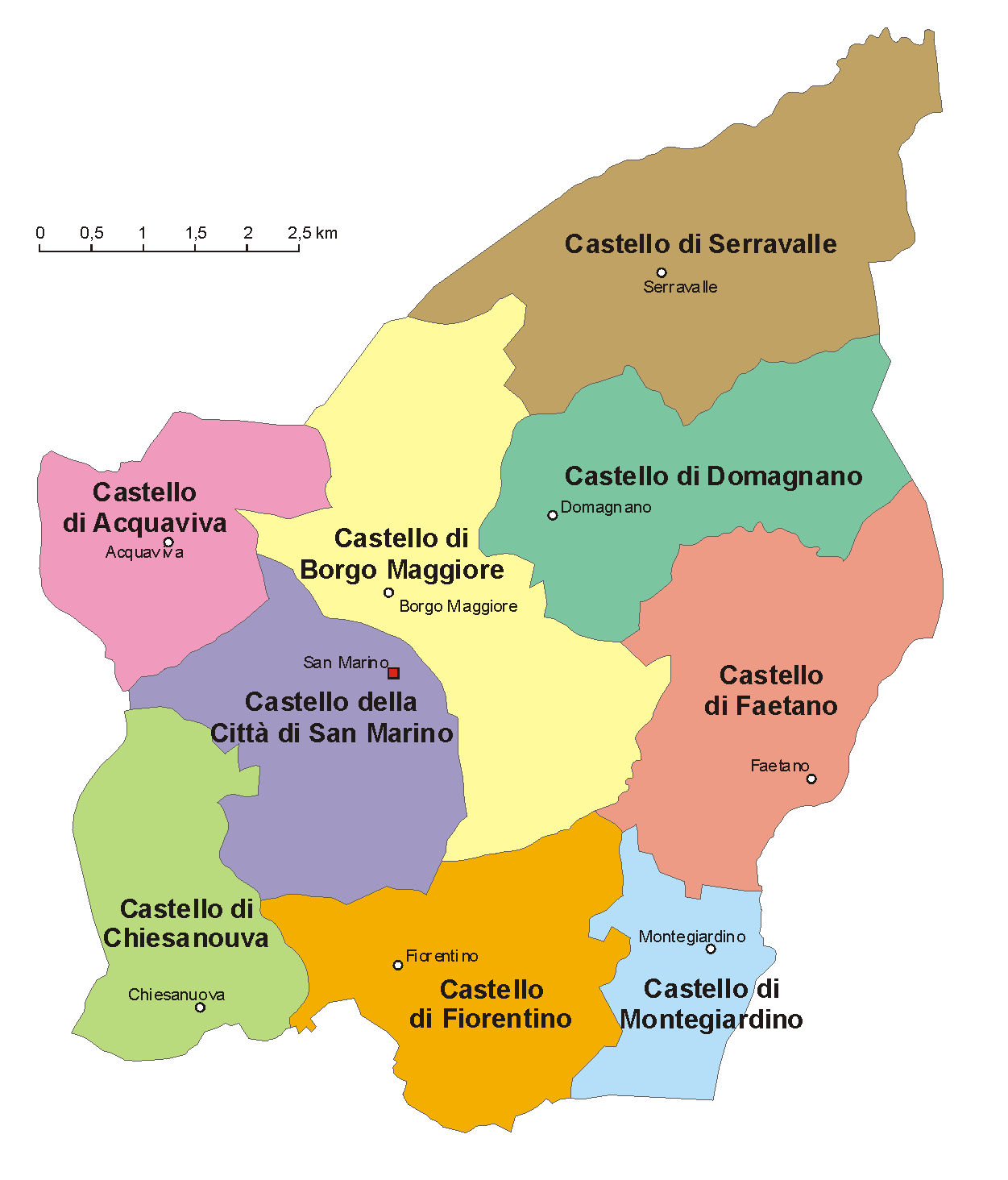
Адміністративний поділ Сан-Марино

Територія Сан-Марино поділяється на 9 областей, що називаються «кастеллі» (castelli; букв. «укріплення, вежі»).
1. Аккуавіва
2. Борго-Маджоре
3. Доманьяно
4. К'єзануова
5. Монтеджардіно
6. Сан-Марино
7. Серравалле
8. Фаетано
9. Фйорентіно

## Економіка

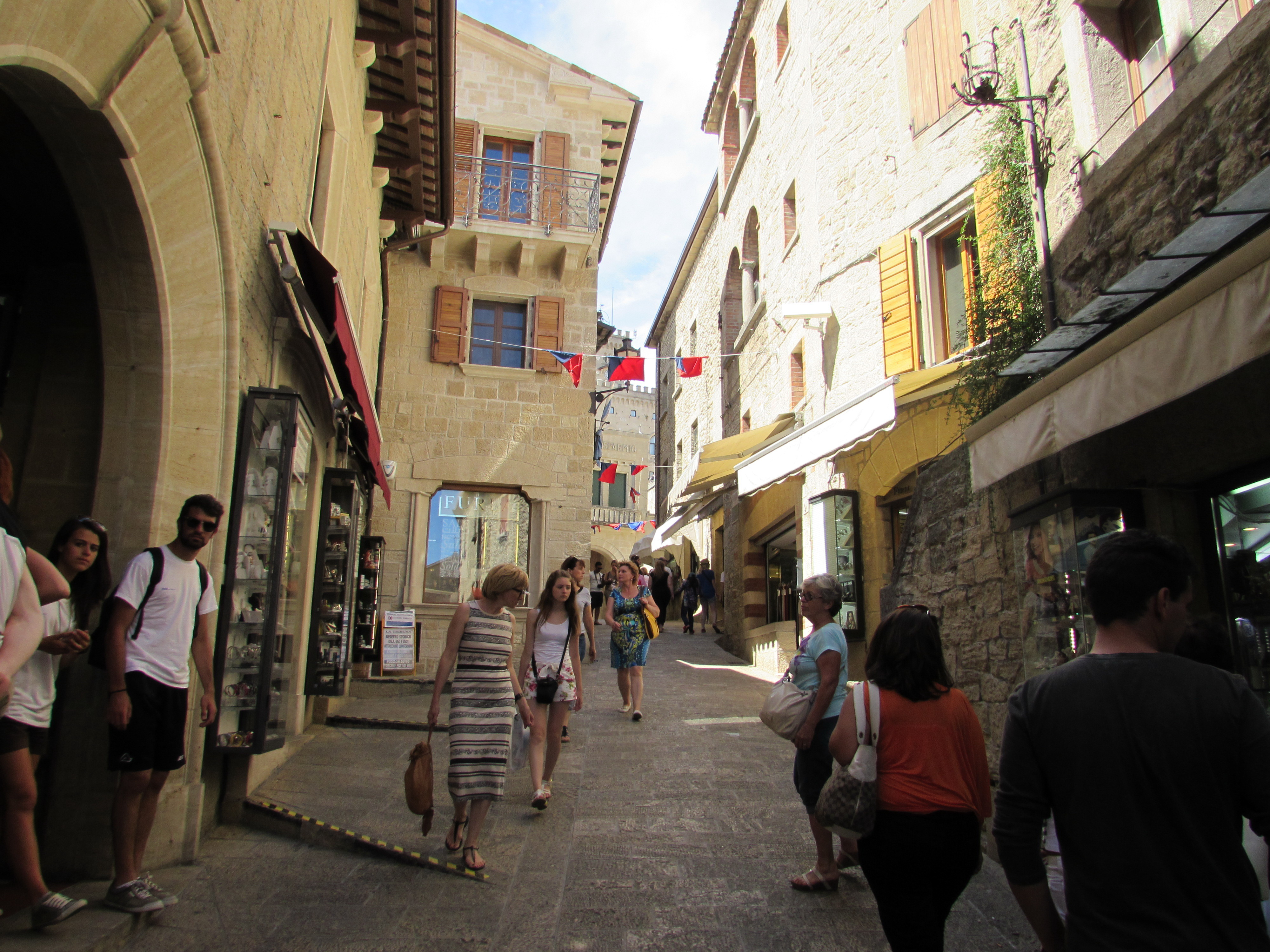
Туристи в Сан-Марино

Туризм приносить країні понад 50 % ВВП. Більш ніж 3 млн туристів відвідало республіку 2000 року, кількість туристів щороку зменшувалася і 2014 року країну відвідало вже лише 2 млн чоловік. Головними видами промисловості є банківська справа, виробництво одягу, електроніки, кераміки, винне виробництво. Є філії італійських та інших закордонних фірм — підприємства шкіряної, харчової, цементної, паперової, машинобудівної галузей промисловості. Основними сільськогосподарськими товарами республіки залишаються вино та сир. Іншими сільськогосподарськими товарами є виноград, пшениця, маїс (дика кукурудза), оливки, худоба, коні, м'ясо, шкіра. Головним натуральним ресурсом є будівельний камінь з гори Монте-Титано. Сан-Марино сполучене з автострадою і електрифікованою залізницею з італійським портом Риміні.
Рівень життя Сан-Марино приблизно відповідає рівневі життя в найбагатших регіонах Італії. На 2002 рік ВВП дорівнював 935 млн євро, що становить 24 054 євро на душу населення. Сан-Марино має найнижчий рівень безробіття в Європі та зовсім не має зовнішнього національного боргу.

## Населення
Сан-Марино має населення на рівні близько 33 тис. чол., з 4800 іноземців, більшість з яких є громадянами Італії. Інші 12 тис. санмаринців живуть за кордоном (в Італії 5700, 3000 в США, у Франції — 1900 і 1600 в Аргентині).
Перший перепис населення з 1976 р. проведений у 2010 р.
Основною мовою є італійська; поширений романьйольський діалект. Громадяни Сан-Марино мають один з найвищих рівнів тривалості життя у світі.

### Релігія
Сан-Марино переважно католицька держава — більше 97 % населення сповідують католицьку віру, але вона не є державною релігією. У Сан-Марино відсутня єпископська кафедра. Історично склалося, що різні парафії в Сан-Марино були розділені між двома італійськими єпархіями, в основному — між єпархіями Монтефельтро та Ріміні.

## Транспорт
У країні прокладено 220 км шосейних доріг, головною з яких є автострада Сан‑Марино. У Сан‑Марино діють 7 ліцензованих служб таксі, які їздять лише в межах країни. Також є автобусне сполучення з містом Ріміні (Італія).
Міста Сан‑Марино та Борго‑Маджоре сполучає півтора-кілометрова канатна дорога.
Діючої залізниці немає. Вона була зруйнована під час Другої світової війни.
У країні є маленький приватний аеродром та міжнародний вертодром.
Водного транспорту немає.
Практично скрізь у центрі міста заборонений рух автотранспорту, тому столицею краще переміщатися пішки. Усі визначні пам'ятки розташовані в кроковій доступності, а автомобіль можна залишити на одній із численних стоянок.
Але якщо збираєтесь діставатися до Сан-Марино через Італію, тоді знайте, що кожному водію, який отримує водійські права, надається 20 балів і їхня кількість зменшується відповідно до порушень правил дорожнього руху. Якщо водій вичерпає увесь ліміт балів, він змушений повторно складати іспит для отримання права на водіння. Цей принцип діє і для прав виданих Італійською республікою, і для документів отриманих за кордоном. Проте покарання водіїв автомобілів зареєстрованих закордоном містить певні особливості, рівно ж як і для власників закордонних водійських прав, для яких не передбачено системи балів.
Якщо іноземний громадянин порушив правила дорожнього руху на території Італії, про це повідомлять до банку даних департаменту транспорту та міністерства інфраструктури. Наслідком такого повідомлення є позбавлення водія «віртуальних» балів аж до вичерпання усього ліміту. Таким чином заводиться особиста справа іноземця, за якою можна простежити усі його порушення правил поведінки на дорозі.
Втрата балів відбувається за тим же принципом, що для італійських громадян. Якщо іноземний водій втратить усі 20 віртуальних пунктів упродовж року, йому заборонять керування будь-яким транспортним засобом на території Італії на два роки. Якщо ж усі бали будуть втрачені протягом двох років поспіль, то водій не зможе бути учасником руху на італійській дорозі упродовж одного року. Якщо втрати усіх балів відбулися за два — три роки, заборона водіння триватиме півроку.

## Найдавніші споруди Сан-Марино
На вершині Монте-Титано розташований комплекс з трьох стародавніх веж, зображення яких можна побачити на прапорі та гербі держави, а також на місцевих монетах євро. Найстаріша вежа, що носить назву Гуаїта, була зведена в XI столітті і тривалий час використовувалася як в'язниця. За всю свою історію вежа неодноразово перебудовувалася. В її стінах зберігається старовинне артилерійське озброєння, яке Італія неодноразово дарувала санмаринцям в XIX столітті. Гуаїта являє собою кріпосну споруду з двох кілець стін і декількох башточок. На південній стороні башти чудово збереглася капела Святої Варвари. Сьогодні Гуаїта відкрита для туристів і є найбільш відвідуваною пам'яткою країни.
Вежа Честа, що входить в знаменитий баштовий комплекс, датується XIII століттям. Вона побудована на найвищій точці Монте-Титано. Її стіни довгий час служили зміцненням міста. Ворота оборонної споруди були зведені в XVI столітті. Як і вежа Гуаїта, Честа багаторазово перебудовувалася, але це не завадило їй зберегти свій первісний вигляд. Вже понад півстоліття на території вежі знаходиться Музей старовинної зброї, в число експонатів якого входить колекція середньовічних обладунків та зразки зброї різних епох. Третя башта комплексу, Монтале, була побудована на початку XIV століття. Споруджена у вигляді невеликого п'ятикутника, вона впродовж півтора століть попереджала городян про небезпеку, яка виходить з боку сусіднього замку Фьорентіно. Сьогодні ця вежа закрита для відвідувачів.

## Збройні сили
Сан-Марино має одні з найменших збройних сил у світі. Захист країни є, за домовленістю, відповідальністю збройних сил Італії. Підрозділи збройних сил мають різні функції, зокрема: виконання церемоніальних обов'язків; патрулювання кордонів, варта біля урядових будівель, надання допомоги поліції у великих кримінальних справах. Поліція не включена у збройні сили Сан-Марино.
Збройні сили Республіки Сан-Марино складаються з постійного контингенту в 75—100 осіб. Основний склад збройних сил держави задіяно у церемоніальних заходах, пов'язаних з національними святами й зустрічами іноземних урядових делегацій. Витрати на армію, закладені в бюджеті країни, становлять 700 000 доларів США (за інформацією 2001 року).

## Культура

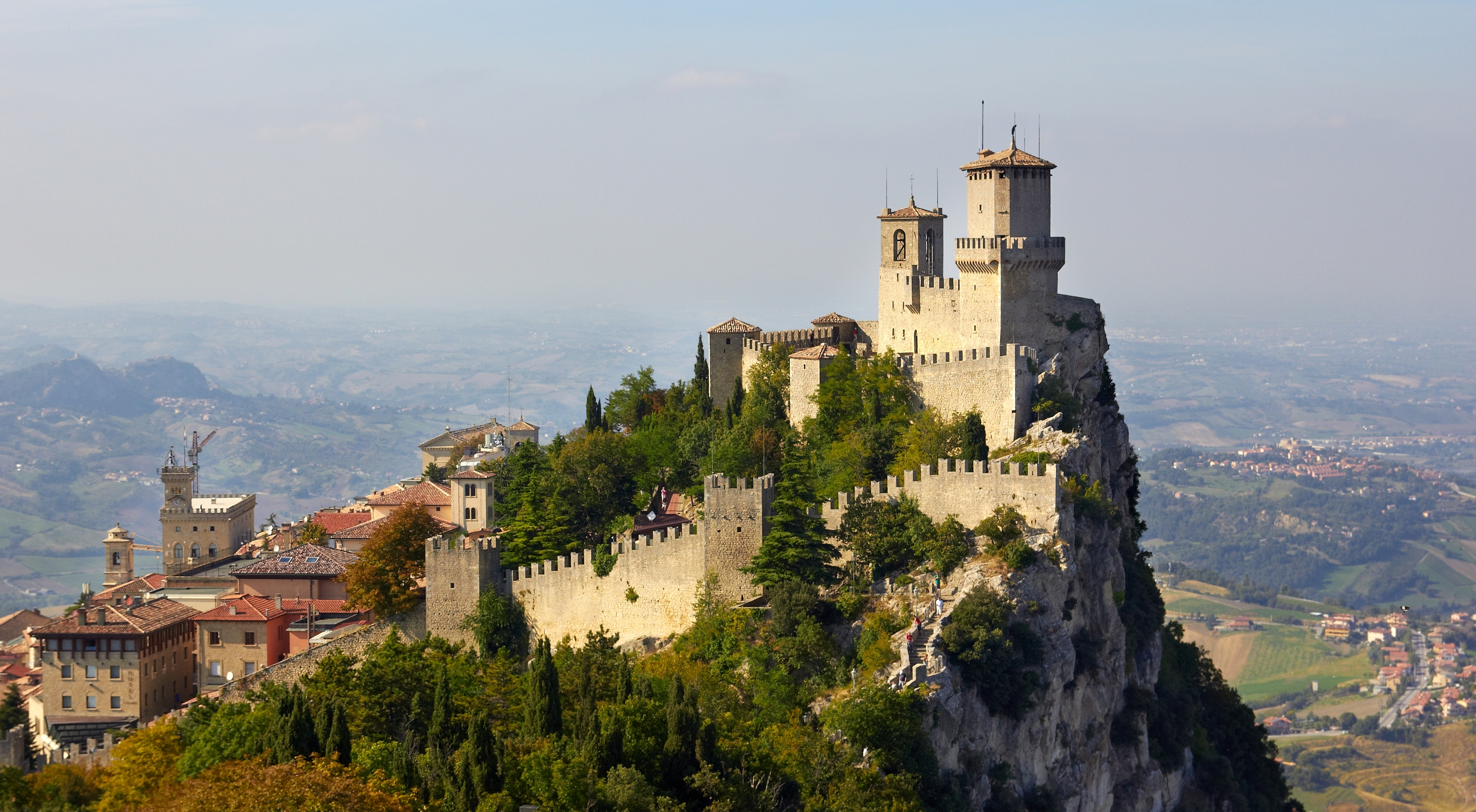
Вежа Гуаїта

З липня 2008 року історичний центр Сан-Марино і гора Монте-Титано — об'єкт Світової спадщини ЮНЕСКО.

### Університети
Університет республіки Сан-Марино — головний університет країни, до складу якого входить Вища школа історичних наук, видатна наукова школа та міжнародний навчальний центр під керівництвом міжнародного наукового комітету, який координує історик Лучано Канфора. Міжнародна академія наук Сан-Марино відома тим, що мовою викладання та наукових публікацій прийняла есперанто та широко використовує електронні освітні технології.
Італійський автор Умберто Еко намагався створити «університет без фізичних споруд» у Сан-Марино.

### Кухня
Кухня Сан-Марино надзвичайно схожа на італійську, особливо з сусідніх регіонів Емілія-Романья та Марке, але вона має ряд власних унікальних страв та продуктів. Найвідоміша страва — торт «Три вежі» (вафельний торт, вкритий шоколадом), який символізує найвизначнішу пам'ятку держави та її символ. У країні також є невелика виноробна промисловість.

### Музика
Країна має давню і багату музичну традицію, тісно пов'язану з Італією. Творчість відомого композитора XVII століття Франческо Марія Маріні ді Пезаро тісно пов'язана з Сан-Марино. В XX столітті поп-співак Літл Тоні досяг значних успіхів у Великій Британії та Італії в 1950-х і 1960-х роках.
Сан-Марино брало участь у Євробаченні 15 разів, з яких чотири рази проходило кваліфікацію до фіналу. У 2014 році до фіналу потрапила Валентина Монетта (єдина чотириразова учасниця Євробачення) з піснею «Можливо». 2019 року від Сан-Марино виступав турецький співак Серхат, який став другим фіналістом в історії виступів країни. 2021 року фіналу досягла італійська співачка Сеніт, 2025 — італійський ді-джей Габрі Понте.

## Видатні люди
- Андреа Мороні — футболіст, нападник футбольного клубу «Фаетано» та збірної Сан-Марино.
- Валентина Монетта — співачка, представниця Сан-Марино на Євробаченні.
- Серхат — співак, представник Сан-Марино на Євробаченні. Здобув найкращий результат на конкурсі Євробачення 2019 за всю історію країни (19-те місце).
- Ніколетта Чекколі (* 1973) — художниця та книжковий ілюстратор.